# Insheim
Insheim là một thị xã ở Verbandsgemeinde Herxheim huyện Südliche Weinstraße thuộc bang Rheinland-Pfalz, Đức.
Insheim thuộc Südpfalz. Đô thị Insheim giáp với (theo chiều kim đồng hồ): Landau in der Pfalz, Herxheim bei Landau/Pfalz, Erlenbach bei Kandel, Steinweiler, Rohrbach (Pfalz) và Impflingen.